# كليفتون داغت غراي
كليفتون داغت غراي (بالإنجليزية: Clifton Daggett Gray)‏ هو أكاديمي أمريكي، ولد في 27 يوليو 1874 في بوسطن في الولايات المتحدة، وتوفي في 21 فبراير 1948 في لويستون في الولايات المتحدة.